# Preben Elkjær Larsen
Preben Elkjær Larsen,  (Copenhagen, 11 de setembro de 1957) é um ex-futebolista dinamarquês.

## Carreira
Talentoso e rápido, é considerado um dos maiores atacantes da história da Dinamarca. Iniciou sua carreira no Vanlose, em 1976. Logo no final daquele ano se transferiu ao Colônia. Após duas temporadas no futebol alemão, defendeu o Lokeren, da Bélgica. No novo clube se tornou ídolo. No período de 1978 a 1984 assinalou 98 gols em 190 partidas. Em agosto de 1984, foi contratado junto ao Hellas Verona, da Itália. Logo em sua temporada de estréia liderou a equipe, juntamente com outro recém-contratado, Hans-Peter Briegel, conduzindo a equipe ao título de campeã italiana. 

## Seleção
Consagrou-se na seleção dinamarquesa, a sensação da Copa do Mundo do México em 1986, que após uma brilhante participação na primeira fase, foi melancolicamente eliminada pela Espanha nas oitavas de final pelo placar de 5 a 1. Mesmo com a eliminação, Elkjær foi o segundo colocado no Ballon d'Or de 1985 e eleito o melhor jogador dinamarquês pela Associação Dinamarquesa de Futebol no mesmo ano. Encerraria sua carreira, em 1990, defendendo o Vejle.

## Títulos
1. FC Köln:
- Bundesliga: 1977-78
- Copa da Alemanha: 1976-77, 1977-78

Hellas Verona FC:
- Serie A: 1984-85

Individuais
- Jogador Dinamarquês do Ano: 1984

- 3º no Ballon d'Or: 1984
- Onze de Ouro: 1984

- 2º em Ballon d'Or: 1985

- Bola de Bronze na Copa do Mundo da FIFA: 1986

- Seleção da Copa do Mundo da FIFA: 1986

- Eleito no Hall da Fama do Futebol Dinamarquês

- Incluído na lista da World Soccer Magazine "Os Maiores Jogadores do Século XX" (Os Maiores Jogadores do Século XX)